# Зникнення (фільм, 1993)
«Зникнення» (англ. The Vanishing) — американський кримінальний фільм-трилер 1993 року, ремейк однойменного фільму 1988 року спільного виробництва Нідерландів і Франції, який був знятий за романом «Золоте Яйце» (нід. Het Gouden Ei) Тіма Краббе 1984 року.

## Сюжет
Діана, дівчина Джеффа, безслідно зникає посеред білого дня на людній заправочній станції, де вони зупинилися під час мандрівки. Її пошуки нічого не дали, але Джефф і через три роки не припиняє пошук, регулярно розвішуючи по всій окрузі оголошення про пошук зниклої. За його наполегливими спробами віднайти сліди Діани з цікавістю спостерігає Барні, який і викрав Діану.
З Джеффом зближується Рита, його колишня однокласниця, з якою він зустрівся під час чергового поширення оголошень. Рита прагне справжнього кохання, тому вмовляє Джеффа припинити вже пошуки Діани. Здається, він погоджується на її вмовляння, але таємно продовжує пошук. Виявивши обман, Рита ставить Джеффа перед вибором — або жити з нею, відпустивши пам'ять про Діану, або жити без неї. Джефф приймає важке рішення припинити пошук. В цей час, не побачивши нових розклеєних оголошень Джеффа про пошук Діани, смертельну гру розпочинає Барні.

## В ролях
| Актор           | Роль           |
| --------------- | -------------- |
| Джефф Бріджес   | Барні Козінс   |
| Кіфер Сазерленд | Джефф Гарріман |
| Ненсі Тревіс    | Рита Бейкер    |
| Сандра Буллок   | Діана Шейвер   |
| Ліза Айхгорн    | Гелен Козінс   |
| Меггі Ліндерман | Деніс          |